# Camunni
Los camunos (en latín, camunni) fueron un pueblo que habitó en la Edad del Hierro (I milenio a. C.) en Val Camonica; el nombre latino camunni les fue atribuido por los autores latinos del siglo I d. C. También se les denomina "antiguos camunos" para distinguirlos de los actuales habitantes del valle. Los camunni dejaron multitud de grabados rupestres en Val Camonica.
Población de origen oscuro, se encontraba en la región de Val Camonica, con una tradición cultural milenaria, que data del neolítico temprano. Los camunni (en griego antiguo de Estrabón Καμοῦνοι, Καμούννιοι por Dión Casio) son mencionados por las fuentes historiográficas clásicas del siglo I a. C., en el correspondiente a la Edad de Hierro en Val Camonica (desde el siglo XII a. C. hasta aproximadamente la romanización).
Conquistados por Roma durante el siglo I a. C., los camunni se incorporaron gradualmente en las estructuras políticas y sociales del Imperio romano. Les fue concedida la ciudadanía romana durante los últimos años del siglo I a. C., a lo cual siguió un rápido proceso de romanización.

## Historia

### Los Camunni en las fuentes clásicas

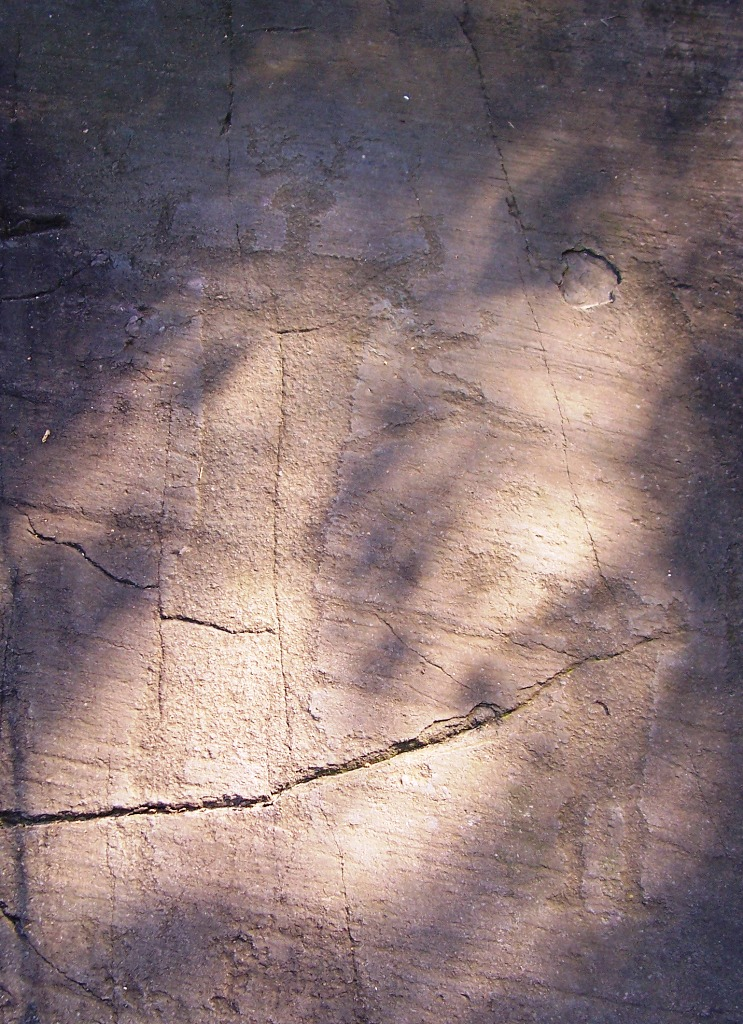
Cernunnos en un grabado rupestre en el parque nacional de Naquane (Capo di Ponte).

El historiador griego Estrabón (c. 58 a. C. - 25 d. C.) incluyó a los camunni entre los pueblos réticos y los relacionó con los leponcios, descendientes de los celtas:

Ἑξῆς δὲ τὰ πρὸς ἕω μέρη τῶν ὀρῶν καὶ τὰ ἐπιστρέφοντα πρὸς νότον Ῥαιτοὶ καὶ Ὀυινδολικοὶ κατέχουσι, συνάπτοντες Ἐλουηττίοις καὶ Βοίοις· ἐπίκεινται γὰρ τοῖς ἐκείνων πεδίοις. Οἱ μὲν οὖν Ῥαιτοὶ μέχρι τῆς Ἰταλίας καθήκουσι τῆς ὑπὲρ Οὐήρωνος καὶ Κώμου. Καὶ ὅ γε Ῥαιτικὸς οἶνος, τῶν ἐν τοῖς Ἰταλικοῖς ἐπαινουμένων οὐκ ἀπολείπεσθαι δοκῶν, ἐν ταῖς τούτων ὑπωρείαις γίνεται· διατείνουσι δὲ καὶ μέχρι τῶν χωρίων, δι' ὧν ὁ Ῥῆνος φέρεται· τούτου δ' εἰσὶ τοῦ φύλου καὶ Ληπόντιοι καὶ Καμοῦνοι. Οἱ δὲ Ὀυινδολικοὶ καὶ Νωρικοὶ τὴν ἐκτὸς παρώρειαν κατέχουσι τὸ πλέον· μετὰ Βρεύνων καὶ Γεναύνων, ἤδη τούτων Ἰλλυριῶν. Ἅπαντες δ' οὗτοι καὶ τῆς Ἰταλίας τὰ γειτονεύοντα μέρη κατέτρεχον ἀεὶ καὶ τῆς Ἐλουηττίων καὶ Σηκοανῶν καὶ Βοίων καὶ Γερμανῶν. Ἰταμώτατοι δὲ τῶν μὲν Ὀυινδολικῶν ἐξητάζοντο Λικάττιοι καὶ Κλαυτηνάτιοι καὶ Ὀυέννωνες, τῶν δὲ Ῥαιτῶν Ῥουκάντιοι καὶ Κωτουάντιοι.
EstrabónGeografía IV, 6.8

También son recogidos en los Tropaeum Alpium de Augusto en estado fragmentario, un monumento conmemorativo que el Princeps hizo erigir en el año 7/6 a. C. tras haber sido conquistada la región alpina por P. Silius Nerva en el año 16 a. C. 
El historiador romano Plinio el Viejo (23-79 d. C.), citando los Orígenes de Catón el Viejo (234-139 a. C.), habló de los Camunni como una de las tribus euganeas:

Verso deinde in Italiam pectore Alpium Latini iuris Euganeae gentes, quarum oppida XXXIIII enumerat Cato. ex iis Trumplini, venalis cum agris suis populus, dein Camunni conpluresque similes finitimis adtributi municipis
Plinio el ViejoNaturalis Historia, III.133-134.

### Contactos con los etruscos y los celtas
Alrededor del siglo V a. C., los etruscos, extendidos por el valle del Po, tenían contactos con las poblaciones de los Alpes. Persisten huellas de la influencia de esta cultura en el alfabeto camuno, lo cual se atestigua en más de doscientos textos, y que es muy similar a los alfabetos etruscos del norte.
Alrededor del siglo III a. C., llegaron a la península itálica los Celtas que, provenientes de la Galia transalpina, se establecieron en la llanura del Po y entraron en contacto con los camunni: el testimonio de esta presencia se encuentra en algunas tallas de piedra de Valcamonica, en figuras de deidades celtas como las de Kernunnos.

### La conquista romana

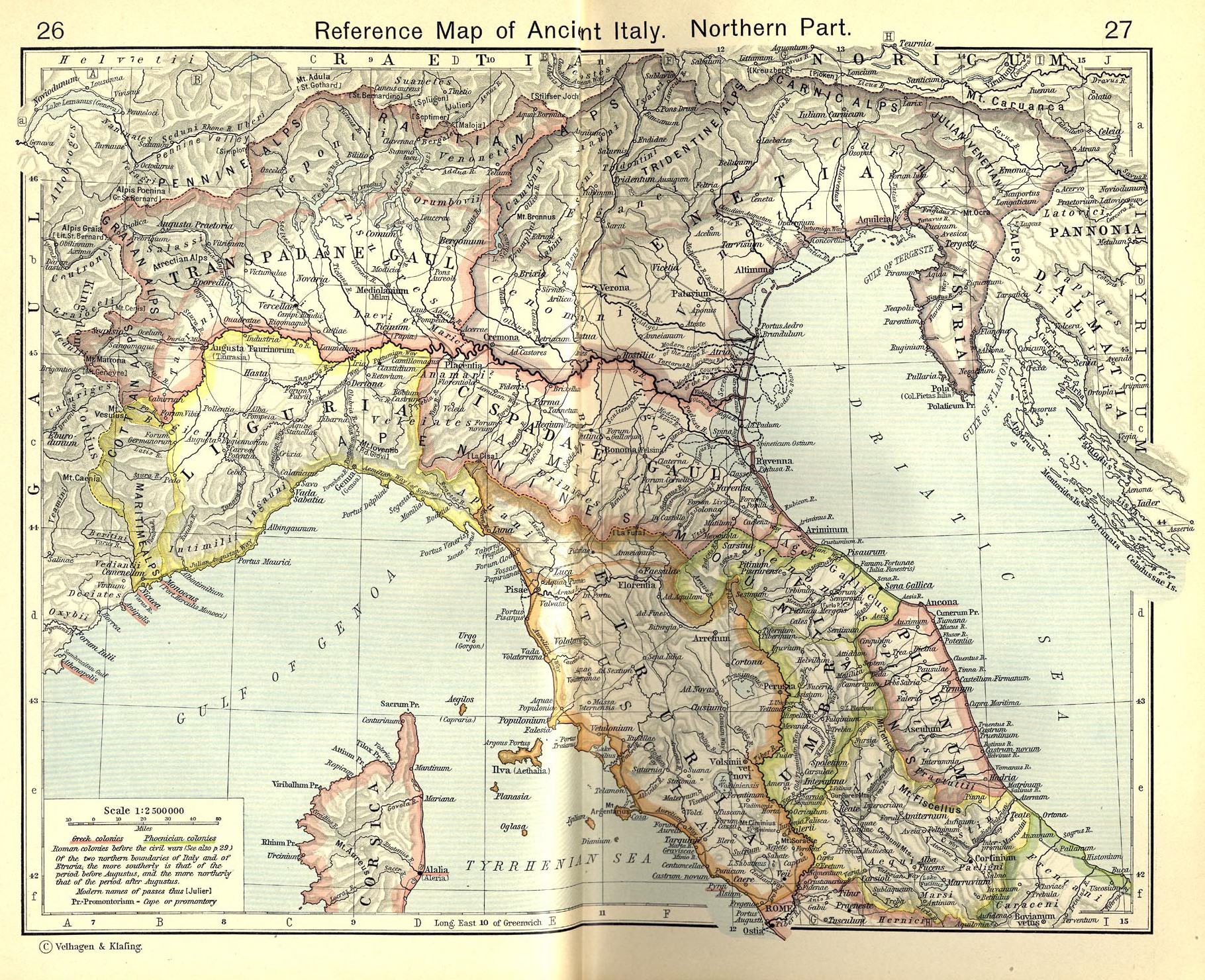
Mapa de la Italia septentrional en tiempos de Augusto.

El Val Camonica fue conquistado por Roma en las campañas de Augusto en Retia y el arco Alpino, realizada por los generales Druso y Tiberio (el futuro emperador) en los años 16 y 15  a. C., siendo completada en el frente oriental de los Alpes por Publio Silio Nerva, gobernador de Iliria.
La conquista romana es mencionada también por el historiador Dión Casio (155-229 d. C.):

καὶ γὰρ Καμούννιοι καὶ Ὁέννιοι αλπικα γένη, όπλα τε αντηραντο καὶ νικηθέντες aπο Ποιβλιο Σιλίου εχειρώθησαν.
Dión CasioHistoria romana, liv XX

Esta conquista se celebra en el monumento romano  "Tropaeum Alpium" (Trofeo de los Alpes), erigido en 7-6 a.C. y ubicado en la ciudad francesa de La Turbie, que incluye los nombres de los pueblos de los Alpes conquistados:

· GENTES ALPINAE DEVICTAE TRVMPILINI · CAMVNNI · VENOSTES ·
Trofeo de los Alpes, La Turbie

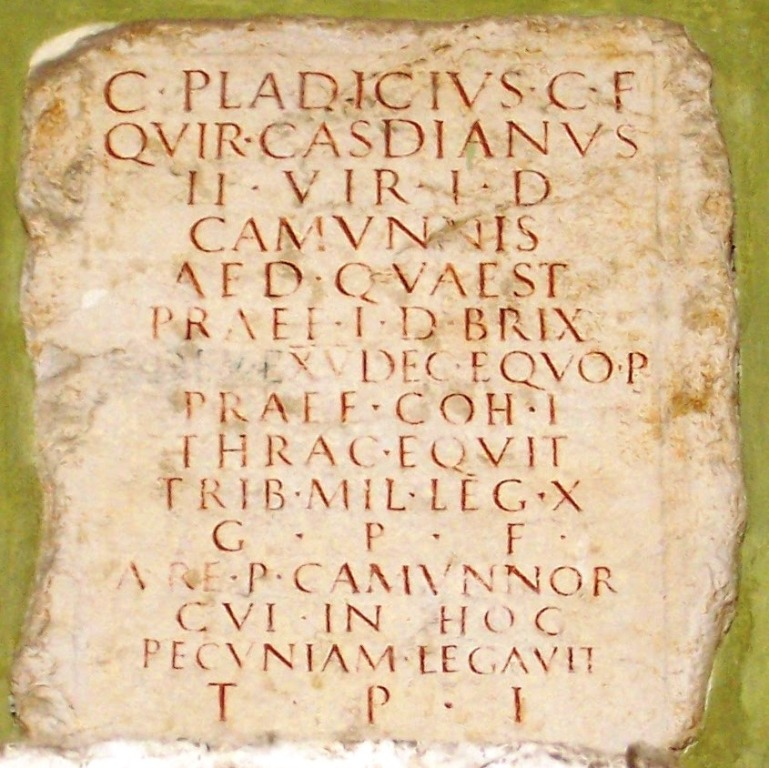
Inscripción de la época romana encontrada en Cividate Camuno, que contiene los términos: : QUIR(ina), CAMUNNIS and RE P(ublica) CAMUNNOR(um).

Tras la conquista romana, los camunni fueron anexionados a la ciudad más cercana bajo la práctica de adtributio, lo que les permitió mantener su propia constitución tribal, mientras que la ciudad se responsabilizaba de las labores administrativas, judiciales y fiscales. La ciudad a la que fueron asignados los camunni fue probablemente Brixia. Inicialmente se le asignó la condición de peregrino y luego obtuvieron la ciudadanía romana; durante la dinastía Flavia fueron asignados a la tribu Quirina, aunque mantuvieron un cierto autogobierno; de hecho se menciona la Res Publica Camunnorum.
La plena romanización de los camunni tuvo lugar a través de Civitas Camunnorum (Cividate Camuno), una ciudad fundada por los romanos alrededor del 23 a. C., durante el principado de Tiberio; durante el primer siglo d. C. los camunni ya estaban incluidos en las estructuras de estabilidad política y social romana, como lo demuestran numerosos testimonios de legionarios, artesanos e incluso gladiadores de origen camuno en varias zonas del Imperio romano. La religión, a través de la interpretatio romana, evolucionó a un sincretismo con la de los romanos.

## Religión
El arte rupestre de Val Camonica, un 70 u 80% de él datado en la Edad de Bronce, se considera que tenía un valor ritual de celebración, conmemoración, iniciación y propiciatorio.
De la época romana es el santuario de Minerva en Spinera, en Breno, descubierto en 1986 y finamente decorado con mosaicos.
El comienzo de la Edad Media coincidió con la llegada de la religión cristiana. Los siglos IV-V fueron testigo de la devastación de los antiguos lugares de culto, a destrucción de las estatuas de Ossimo y Cemmo y la quema del Santuario de Minerva.

## Idioma
Los testimonios de la lengua hablada por los camunni, llamada camúnico, son escasos y no están descifrados: entre el arte rupestre de Val Camonica se encuentran algunas inscripciones escritas en alfabeto camuno, variante norteña del alfabeto etrusco. Los datos conocidos sobre la lengua de los camunni siguen siendo demasiado escasos, por lo que no es posible determinar si pertenece a una familia de lenguas más amplia.